# Pulovice
Pulovice (německy Pullwitz) jsou vesnice, část obce Šemnice v okrese Karlovy Vary v Karlovarském kraji. Leží zhruba osm kilometrů severovýchodně od Karlových Varů ve stráni nad levým břehem řeky Ohře. Nadmořská výška sídla se pohybuje mezi 430 a 455 metry, střed Pulovic se nachází na úrovni 437 metrů.

## Historie
První písemná zmínka o Pulovicích pochází z roku 1523.
Obyvatelstvo bylo německé a až po druhé světové válce se sem začali stěhovat čeští a slovenští obyvatelé, Pulovice se staly částí obce Šemnice. Později odešlo mnoho rodin do nedalekých Karlových Varů a ve vsi se začaly bourat statky a stavět chaty. Dnes se do vsi bez velkoměstského ruchu, s krásným výhledem na Doupovské hory a malebnou krajinou vrací obyvatelstvo a staví se zde nové rodinné domy, zajíždí sem i autobus z Karlových Varů. V Pulovicích je také možnost stravování a koupání v kempu Láďa.

## Obyvatelstvo
Při sčítání lidu v roce 1921 ve vsi žilo 176 obyvatel (z toho 82 mužů) německé národnosti a římskokatolického vyznání. Podle sčítání lidu z roku 1930 měla vesnice 156 obyvatel se stejnou národnostní a náboženskou strukturou.
| Rok            | 1869 | 1880 | 1890 | 1900 | 1910 | 1921 | 1930 | 1950 | 1961 | 1970 | 1980 | 1991 | 2001 | 2011 | 2021 |
| -------------- | ---- | ---- | ---- | ---- | ---- | ---- | ---- | ---- | ---- | ---- | ---- | ---- | ---- | ---- | ---- |
| Počet obyvatel | 181  | 184  | 172  | 167  | 186  | 176  | 156  | 42   | 20   | 32   | 19   | 9    | 22   | 58   | 60   |
| Počet domů     | 25   | 26   | 27   | 27   | 26   | 27   | 27   | 22   | 22   | 7    | 3    | 7    | 8    | 16   | 14   |

## Obecní správa
Při sčítání lidu v letech 1869–1890 Pulovice byly osadou obce Stráň v okrese Karlovy Vary. V letech 1900–1930 byly samostatnou obcí v okrese Karlovy Vary. Od roku 1950 jsou částí obce Šemnice, se kterým patřily nejprve do okresu Karlovy Vary-okolí, ale od roku 1960 v okrese Karlovy Vary.